# Луна Давидова
Луна Буко Давѝдова (5 август 1926 – 8 февруари 2010) е българска драматична и киноактриса.

## Биография
Родена е на 5 август 1926 г. в Казанлък. Приета е да учи в Софийския университет, а в свободното си време играе на театралната сцена на читалище „Емил Шекерджийски“. След това постъпва в Държавното висше театрално училище в класа на Боян Дановски и Стефан Сърчаджиев, което завършва през 1952 г. От 1952 до 1988 г. играе в състава на Младежкия театър. Създава изключително интересни и оригинални образи от българската и световната театрална класика.
Умира в София на 8 февруари 2010 г.

## Театрални роли
- „Жени с минало“ – Мери
- „Мария Стюарт“ – Елизабет
- „Езоп“ – Клеа
- „Почивка в Арко Ирис“ – Инес Монтеро
- „Каменният гост“ – Дона Анна
- „Джин и медени питки“ – Тоби Ландау[1]

## Телевизионен театър
- „Йоан Кукузел“ (1987) (Делка Димитрова), 2 части
- „Ужасни родители“ (1984) (Жан Кокто)
- „Джин и медени питки“ (1981) (Нийл Саймън)
- „Дона Росита“ (1978) (Федерико Гарсия Лорка) – лелята
- „Левски“ (1977) (от Васил Мирчовски, реж. Гертруда Луканова)

## Филмография
- „Хайдушка клетва“ (1957) - жената на Мехмед бей
- „Звезди“ (1959)
- „Тютюн“ (1962)
- „Ивайло“ (1963) – Царица Мария
- „Усмивка за сто лева“ (1995)

## Награди и отличия
- 1963 г. – „Заслужил артист“
- 2006 г. – удостоена е с орден „Св. св. Кирил и Методий“;
- 2008 г. – получава наградата „Шофар“ за цялостен принос в утвърждаването на еврейската култура и ценности.